# 高階澄人
高階澄人（たかしなすみと）はAPECアーキテクトでもある日本の建築家。 JIA 関東甲信越部国際事業委員長。

## 経歴
1961年東京都生まれ。1984年、日本大学理工学部建築学科卒業。 1984年、芦原建築設計研究所勤務。1993年、Pratt Institute N.Y.に留学し建築学修士(M.Arch)取得。 1994年、Steven Holl Architects N.Y. 勤務。 1995年から1997年まで、芦原太郎建築事務所勤務。 1997年4月から2000年12月まで、株式会社vivace factory勤務。取締役設計部長で管理建築士。 2001年、有限会社高階澄人建築事務所設立。 2003年以降、日本大学理工学部建築学科 非常勤講師。 2011年以降、明星大学理工学部建築学系 非常勤講師。 2015年以降、国士舘大学理工学部建築学系 非常勤講師。

### 参考
- 高階澄人建築事務所

## 受賞歴
1994年　USA seminar in VERONA competition 1st. Prize。 1995年、Competition of "Fiume di Pietra" in Verona Ist prize。 2002年、東京ガス「暖かな家」コンペティション「あたたかな住宅」設計競技　東京ガス賞。 2008年、集合住宅 [ブルー] でグッドデザイン賞受賞。HTS大宮ビルでさいたま市景観賞受賞。 2013年、バリュー・ザ・ホテル名取でグッドデザイン賞受賞。

## 代表作
TCSビルディング（2001年、東京都大田区） 102-3Lynx takanawa（2008年、東京都港区） VARGO & muro（2002年、東京都三鷹市） YMD邸（2002年、東京都港区） BLUE/edge（2007年、東京都港区） South3,East3 Tower Residence（2007年、札幌市中央区） VALUE THE HOTEL 名取（2012年、宮城県名取市） SOLA HOUSE（2015年、東京都世田谷区） Yマンション マイアトリア裏参道 ラフィネタワー札幌南3条

## メディア
2005年、TV朝日「たてもの探訪」でT邸を放映、モダンリビング等に掲載。

## 参考
1. ↑  https://air-premium.jp/room/detail_16461/ http://joylifestyle.jp/?post_type=fudo&p=4463
2. ↑  https://www.eonet.ne.jp/~building-pc/sapporo/sapporo-99south-east.htm
3. ↑  http://watanabe-kensetsu.co.jp/workses/works_041/
4. ↑  http://www.work-estate.co.jp/traffic/tozai/nisi18/ascot_hills_urasan/index_3ldk_f8-f14_k-type.htm
5. ↑  https://skyskysky.net/building-japan/01hokkaido/01/022.html
6. ↑  https://www.tv-asahi.co.jp/tatemono_old/html/housou/05/050416.html